# 火曜時代劇 (フジテレビ)
『火曜時代劇』（かようじだいげき）は、2001年4月17日から2004年3月16日までフジテレビ系列局が編成していた時代劇放送枠である。

## 概要
かつてフジテレビでは水曜20:00枠で時代劇（フジテレビ水曜夜8時枠時代劇）が放送されていたが、2000年春の改編でこの枠がバラエティ番組枠に置き換えられてからは時代劇のレギュラー放送が途絶えていた。それから1年後の2001年4月、それまで火曜20:00枠に編成されていた『火曜ワイドスペシャル』に替わってこの枠が編成され、時代劇のレギュラー放送が復活した。
この枠は、水曜時代から放送されていた『鬼平犯科帳』や『剣客商売』などの継続放送のみならず、後期には『スーパー時代劇』という新機軸のシリーズも設けていた。しかし、2004年春の改編で廃枠になり、単発特別番組枠『カスペ!』がスタートした。これ以後、フジテレビは時代劇専門の放送枠を設けておらず、2004年10月期と2005年10月期にそれぞれ『大奥〜第一章〜』と『大奥〜華の乱〜』を『木曜劇場』内で、2014年10月期に『信長協奏曲』を『月9』内で短期間放送したのみに留まっている。
なお、本枠編成前にもフジテレビの火曜20:00枠では時代劇が放送されていた。

## 編成時間
いずれも日本標準時。
- 火曜 19:59 - 20:54 （2001年4月17日 - 2003年8月19日）
  - 冒頭に1分間の『火曜時代劇』統一オープニング映像が流されていたため、時代劇本編は20:00から放送されていた。
- 火曜 19:00 - 19:54 （2003年10月14日 - 2004年3月16日）
  - 日曜19:58枠の『笑う犬』シリーズが火曜20:00枠へ移動してきたのに伴い、編成時間を59分繰り上げ。同時に統一オープニングを廃止した。
  - ローカルセールス枠への降格により、これ以後は系列局であっても本枠を編成しない局や、夕方の再放送枠などを利用して編成する局も出た。これ以降、不定期で自社製作の単発番組などに差し替えることもあったが、フィクション番組の特性上、話数調整の観点から振り替え放送が必ず実施されたが、次話放送直前までに限られており、全日帯に空きが無い場合は深夜枠での編成を余儀なくされた。
  - この時間帯に移行後の作品は『夜桜お染』と『剣客商売 第5シリーズ』の2作に留まり、特に関西広域圏では両者でネット局が分かれ、前者はKBS京都に移譲（地元制作だが、テレビ東京系列かつ地元製の時代劇枠を確保する形を採った）された後に遅れてサンテレビジョンでも放送された。後者は関西テレビ放送が1月13日から3月16日までのフジテレビなどと同時刻による全話放送で先行ネットされ、同局で同時ネットされていた過去シリーズの視聴者離れをくい止める役割を担っていた。

## 作品一覧

### 火曜19:59枠時代
- 鬼平犯科帳（最終シリーズ）（2001年4月 - 2001年5月、 二代目中村吉右衛門主演）
- 剣客商売（第3シリーズ）（2001年6月 - 2001年7月、 藤田まこと主演）
- 旗本退屈男（2001年7月 - 2001年11月、 北大路欣也主演）
- 渡辺謙の御家人斬九郎ファイナルシリーズ（2001年11月 - 2002年2月）
- 盤嶽の一生（2002年4月 - 2002年6月、 役所広司主演）
- 陰陽師☆安倍晴明〜王都妖奇譚〜（2002年7月2日 - 7月30日、三上博史主演のスーパー時代劇第1弾）
- 怪談百物語（2002年8月13日 - 12月3日、スーパー時代劇第2弾）
- 剣客商売（第4シリーズ）（2003年1月 - 2003年5月）
- 大奥（2003年6月3日 - 8月19日、スーパー時代劇第3弾）

### 火曜19:00枠時代
- 夜桜お染（2003年10月 - 2004年1月、若村麻由美主演）
- 剣客商売（第5シリーズ）（2004年2月 - 2004年3月）

| フジテレビ 火曜19:59枠                                                         | フジテレビ 火曜19:59枠                                                          | フジテレビ 火曜19:59枠                                                                          |
| 前番組                                                                         | 番組名                                                                          | 次番組                                                                                          |
| ------------------------------------------------------------------------------ | ------------------------------------------------------------------------------- | ----------------------------------------------------------------------------------------------- |
| 火曜ワイドスペシャル（第3期） （2000年4月18日 - 2001年3月27日） ※19:00 - 20:54 | 火曜時代劇 （2001年4月17日 - 2003年8月19日） 【ここまでネットワークセールス枠】 | スリーアミーゴスの 踊るワールドカップバレー ↓ Wマニア ※19:54 - 20:00 【ここから関東ローカル枠】 |
| フジテレビ系列 火曜20:00枠                                                     |                                                                                 |                                                                                                 |
| 火曜ワイドスペシャル（第3期） （2000年4月18日 - 2001年3月27日） ※19:00 - 20:54 | 火曜時代劇 （2001年4月17日 - 2003年8月19日）                                    | 笑う犬の太陽 （2003年10月14日 - 2003年12月9日） ※20:00 - 20:54 【日曜19:58枠から移動・改題】    |
| フジテレビ系列 火曜19:00枠                                                     |                                                                                 |                                                                                                 |
| とくダネ!発 GO-ガイ! （2003年2月4日 - 2003年9月23日） 【金曜19:00枠へ移動】    | 火曜時代劇 （2003年10月14日 - 2004年3月16日）                                   | カスペ! （2004年4月13日 - 2015年3月31日） ※19:00 - 20:54                                        |